# Rudy Matthijs
Rudy Matthijs (Eeklo, 3 de marzo de 1959) fue un ciclista belga, que fue profesional entre 1981 y 1988. Durante su carrera deportiva consiguió 17 victorias, siendo las más destacadas una etapa al Tour de Francia de 1983 y 3 al de 1985.

## Palmarés
1981
- Omloop Schelde-Durme
- Critérium de Mooslede
- Premio de Teralfene

1982
- Gran Premio de Fourmies
- Gran Premio Jef Scherens
- Premio de Deinze
- Premio de Vosselaar

1983
- Once-Lieve-Vrouw Waver
- Vuelta a Limburg
- Premio de Haasdonk
- Leeuwse Pijl
- 1 etapa del Tour de Francia

1984
- Campeonato de Flandes

1985
- Critérium de Wielsbeke
- Critérium de Londerzeel
- Premio de Zwevezele
- 3 etapas del Tour de Francia
- 1 etapa de la Vuelta a Suiza

1987
- Premio de Wielsbeke

### Resultados en el Tour de Francia
- 1983. Abandona (10.ª etapa). Vencedor de una etapa
- 1984. Abandona (10.ª etapa)
- 1985. 135.º de la clasificación general. Vencedor de 3 etapas